# Jeux des petits États d'Europe 2009
Les Jeux des petits États d'Europe 2009, treizièmes du nom, se sont tenus à Chypre du 1er au 6 juin 2009, principalement dans la capitale Nicosie. Le stade principal est le Neo GSP Sports Complex.

## Nations participantes
- Andorre
- Chypre
- Islande
- Liechtenstein
- Luxembourg
- Malte
- Monaco
- Saint-Marin

Le Monténégro, bien qu'éligible, ne participa pas aux Jeux. Les organisateurs ont accueilli plus de 1 500 compétiteurs.

## Sports
| - Athlétisme - Basket-ball - Beach Volley - Gymnastique - Judo - Natation |  | - Tennis - Tennis de table - Tir - Voile - Volley-ball - VTT |

## Stades et infrastructures
Le village des athlètes est situé à Nicosie. Le stade Neo GSP de Nicosie (stade habituel des clubs de football d'APOEL, AC Omonia et Olympiakos, et d'une capacité de 23 000 places), ont accueilli l'athlétisme, et les cérémonies d'ouverture et de fermeture.
La plupart des autres épreuves se sont déroulées dans d'autres stades de la capitale chypriote ; deux autres lieux ont également accueilli des épreuves :
- Limassol (voile, gymnastique, natation)
- Le Parc national de Machairas (VTT)

## Tableau des médailles
| Rang | Nation        | Médaille d'or | Médaille d'argent | Médaille de bronze | Total |
| ---- | ------------- | ------------- | ----------------- | ------------------ | ----- |
| 1er  | Chypre        | 59            | 47                | 33                 | 139   |
| 2e   | Islande       | 32            | 24                | 25                 | 81    |
| 3e   | Luxembourg    | 26            | 17                | 19                 | 62    |
| 4e   | Monaco        | 7             | 18                | 17                 | 42    |
| 5e   | Saint-Marin   | 4             | 9                 | 16                 | 29    |
| 6e   | Malte         | 3             | 5                 | 13                 | 21    |
| 7e   | Liechtenstein | 2             | 4                 | 12                 | 18    |
| 8e   | Andorre       | 1             | 7                 | 9                  | 17    |